# Iphinoe senegalensis
Iphinoe senegalensis is een zeekommasoort uit de familie van de Bodotriidae. De wetenschappelijke naam van de soort is voor het eerst geldig gepubliceerd in 1956 door Jones.